# Ján Chalupka
Ján Chalupka   (Horná Mičiná, 28 d'octubre de 1791 - Brezno, 15 de juliol de 1871) fou un dramaturg, publicista i pastor evangèlic eslovac.

## Biografia
Va néixer a Horná Mičiná, fill del pastor evangèlic Adam Chalupka, el seu germà, Samo Chalupka també es va dedicar a la literatura. Chalupka fou educat a casa, en diversos punts com Ožďany, Levoča, Prešov, Sárospatak i va estudiar a Viena i Jena. Va ser mestre, des de 1817 a 1824 i professor a l'institut de Kežmarok i des de 1824 fins a la seva mort, pastor a Brezno.

## Obra
La seva major contribució a la literatura eslovaca fou en el drama. Les seves activitats foren impulsar la vida teatral a l'Eslovàquia de l'època. Va escriure obres dramàtiques de manera satírica, on es criticava el patriotisme local, aspectes de l'hongarització, el conservadorisme... Les seves primers obres foren en txec i hongarès, però després de 1848 va començar a escriure en eslovac i fins i tot va tradurir les seves obres que havia escrit anteriorment en txec.

### Drames
Cicle de Kocúrkovo (comèdies, "Gotham City"):
- 1830 - Kocourkovo, aneb: Jen abychom v hanbě nezůstali
  - 1832 - Všecko naopak, aneb: Tesnošilova Anička sa žení a Honzík se vydáva
  - 1833 - Trasořitka, anebo: Stará láska se předce dočekala
  - 1835 - Třináctá hodina, aneb: Však se nahledíme, kdo bude hlásníkem v Kocourkově
  - 1837 - Starouš plesnivec anebo Čtyry svadby na jednom pohřebe v Kocourkově
- 1835 - A vén szerelmes, vagy a Tozházi négy völegény
- 1854 - Dobrovoľníci
- 1862 - Huk a Fuk anebo: Prvý apríl
- 1862 - Černokňažník
- 1873 - Juvelír

### Narrativa
- 1836 - Kocourkovo (versió en prosa)
- 1841 - Bendeguz, Gyula Kolompos und Pista Kurtaforint. Eine Donquixottiade nach der neuesten Mode von P. P.

### Altres
- Geschichte der Generalsynoden beider evangelischen Konfessionen in Ungarn vom Jahre 1791 (Història dels sínodes generals de les dues confessions hongareses des de 1791)
- Schreiben des Grafen Karl Zay, Generalalinspektors der evang. Kirchen und Schulen Augsb. Konf. In Ungarn, an die Prefoessoren zu Leutschau (Carta al comte Karl Zay, inspector general de les esglésies i escoles evangèliques)
- 1842 - Zpěvník evanjelický aneb Písně duchovní staré i nové
- 1846–47 - Kázně nedělní a svátečné